# Codex Guelferbytanus B
Il Codex Guelferbytanus B (Gregory-Aland: Q o 026; Soden: ε 4) è un manoscritto onciale in greco datato paleograficamente al V secolo e contenente i quattro vangeli canonici. Contiene i Vangelo secondo Luca e Vangelo secondo Giovanni.

## Descrizione
Il codice contiene 13 spessi fogli di pergamena di 26,5 per 21,55 cm, contenenti un testo quasi completo dei quattro vangeli canonici. Scritta in due colonne per pagina, 28 righe per colonna.
Contenuto
Luca 4,34-5,4; 6,10-26; 12,6-43; 15,14-31; 17,34-18,15; 18,34-19,11; 19,47-20,17; 20,34-21,8; 22,27-46; 23,30-49;
Giovanni 12,3-20; 14,3-22.
Contiene tavole dei sezioni ammoniane, ma senza alcun riferimento ai Canonici Eusebio di Cesarea. Si tratta di un palinsesto. Il testo superiore è in latino, che contiene Origines Isidoro di Siviglia e le lettere (come nel Codex Guelferbytanus A).

## Critica testuale
Il testo del codice è rappresentativo del tipo testuale bizantino, con un numero (circa il 20%), le letture di un alieno (di solito alessandrino). Kurt Aland lo ha collocato nella Categoria V.

## Storia
È stato scoperto nel XVIII secolo da Franz Anton Knittel nella Biblioteca Ducale di Wolfenbüttel.
Il codice è conservato presso la Herzog August Bibliothek (Weissenburg 64) a Wolfenbüttel.